# 本間立彦
本間 立彦（ほんま たつひこ、1964年5月26日 - ）は、岡山県岡山市出身の元プロ野球選手（内野手）。左投左打。

## 来歴・人物
岡山南高では4番・一塁手として活躍。2年生の1981年、同期のエース川相昌弘を擁して夏の甲子園にチームとして初出場を果たす。1回戦で宇都宮学園高に敗退。翌1982年の春の選抜にも出場。1回戦で遠田誠治のいた北海高を降す。この試合では先制となる大会第3号の本塁打を放つ。しかし2回戦では早稲田実業高の荒木大輔に完封を喫する。1年下のチームメートに中堅手の横谷総一がいた。
1982年のプロ野球ドラフト会議で日本ハムファイターズから4位指名を受け入団。
プロ3年目の1985年に代打として一軍初出場を果たすなど3試合に起用されるが、翌年以降は一軍での出場機会がなく1987年限りで自由契約となる。

## 詳細情報

### 年度別打撃成績
| 年 度     | 球 団     | 試 合 | 打 席 | 打 数 | 得 点 | 安 打 | 二 塁 打 | 三 塁 打 | 本 塁 打 | 塁 打 | 打 点 | 盗 塁 | 盗 塁 死 | 犠 打 | 犠 飛 | 四 球 | 敬 遠 | 死 球 | 三 振 | 併 殺 打 | 打 率 | 出 塁 率 | 長 打 率 | O P S |
| --------- | --------- | ----- | ----- | ----- | ----- | ----- | -------- | -------- | -------- | ----- | ----- | ----- | -------- | ----- | ----- | ----- | ----- | ----- | ----- | -------- | ----- | -------- | -------- | ----- |
| 1985      | 日本ハム  | 3     | 3     | 3     | 0     | 1     | 1        | 0        | 0        | 2     | 1     | 0     | 0        | 0     | 0     | 0     | 0     | 0     | 2     | 0        | .333  | .333     | .667     | 1.000 |
| 通算：1年 | 通算：1年 | 3     | 3     | 3     | 0     | 1     | 1        | 0        | 0        | 2     | 1     | 0     | 0        | 0     | 0     | 0     | 0     | 0     | 2     | 0        | .333  | .333     | .667     | 1.000 |

### 記録
- 初出場：1985年4月14日、対南海ホークス2回戦（大阪スタヂアム）、7回表に西本和美の代打として出場
- 初打席：同上、7回表に藤本修二の前に三振
- 初安打・初打点：1985年4月18日、対阪急ブレーブス3回戦（後楽園球場）、3回裏に白井一幸の代打として出場、山田久志から適時二塁打

### 背番号
- 36 （1983年 - 1987年）